# Hygrochroa tuisa
Hygrochroa tuisa är en fjärilsart som beskrevs av William Schaus 1910. Hygrochroa tuisa ingår i släktet Hygrochroa och familjen silkesspinnare. Inga underarter finns listade i Catalogue of Life.